# Hartley (Kalifornia)
Hartley – jednostka osadnicza w Stanach Zjednoczonych, w stanie Kalifornia, w hrabstwie Solano.